# Населення Ізраїлю
Населення Ізраїлю. Чисельність населення країни 2015 року становила 8,05 млн осіб (99-те місце у світі), включно з поселенцями на Голанських висотах (2 тис.) і Східному Єрусалимі (210 тис.), що були окуповані Ізраїлем 1967 року. Чисельність ізраїльтян стабільно збільшується, народжуваність 2015 року становила 18,48 ‰ (96-те місце у світі), смертність — 5,15 ‰ (183-тє місце у світі), природний приріст — 1,56 % (78-ме місце у світі) . 

## Природний рух

### Відтворення
Народжуваність у Ізраїлі, станом на 2015 рік, дорівнює 18,48 ‰ (96-те місце у світі). Коефіцієнт потенційної народжуваності 2015 року становив 2,68 дитини на одну жінку (72-ге місце у світі). Середній вік матері при народженні першої дитини становив 27,3 року (оцінка на 2011 рік).
Смертність у Ізраїлі 2015 року становила 5,15 ‰ (183-тє місце у світі).
Природний приріст населення в країні 2015 року становив 1,56 % (78-ме місце у світі). За 2011 рік населення Ізраїлю зросло на 1,8 %. Приріст населення вище середнього спостерігався в Єрусалимському (2,5 %) та Центральному округах (2,1 %), в той час як в Тель-Авівському окрузі приріст мінімальний — 0,8 %.

### Вікова структура

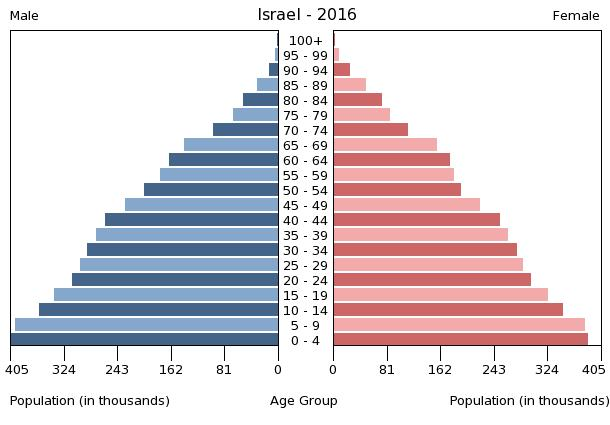
Віково-статева піраміда населення Ізраїлю, 2016 рік

Середній вік населення Ізраїлю становить 29,7 року (115-те місце у світі): для чоловіків — 29,1, для жінок — 30,4 року. Очікувана середня тривалість життя 2015 року становила 82,27 року (11-те місце у світі), для чоловіків — 80,43 року, для жінок — 84,21 року.
Вікова структура населення Ізраїлю, станом на 2015 рік, має такий вигляд:
- діти віком до 14 років — 27,95 % (1 151 247 чоловіків, 1 098 631 жінки);
- молодь віком 15—24 роки — 15,5 % (637 758 чоловіків, 609 597 жінок);
- дорослі віком 25—54 роки — 37,13 % (1 528 271 чоловік, 1 460 771 жінки);
- особи передпохилого віку (55—64 роки) — 8,57 % (336 662 чоловіка, 353 351 жінки);
- особи похилого віку (65 років і старіші) — 10,85 % (389 401 чоловік, 483 621 жінки)[1].

### Шлюбність— розлучуваність
Коефіцієнт шлюбності, тобто кількість шлюбів на 1 тис. осіб за календарний рік, дорівнює 6,5; коефіцієнт розлучуваності — 1,8; індекс розлучуваності, тобто відношення шлюбів до розлучень за календарний рік — 28 (дані за 2009 рік). Середній вік, коли чоловіки беруть перший шлюб, дорівнює 31,5 року, жінки — 28,4 року, загалом — 30 років (дані за 2010 рік).

## Розселення
Густота населення країни 2015 року становила 372,6 особи/км² (35-те місце у світі). Найвища густота населення в Тель-Авівському окрузі — 7522 осіб/км², на другому місті Єрусалимський округ — 1484 осіб/км², на третьому — Центральний округ — 1464 особи/км², у Північному окрузі густота населення 292 осіб/км², у Південному — 79 осіб/км²; найменше — пустеля Неґев — 40 осіб/км² та окуповані Голанські висоти — 31 осіб/км². Єврейське населення домінує в містах центру країни та в південних районах, тоді як в Північній Галілеї вельми високий відсоток арабського населення.
Загалом в Ізраїлі 74 міста (за кількома винятками, такий статус отримують всі поселення з населенням понад 20 тис.), 14 з яких мають населення понад 100 тис. Решта території організована у 144 місцеві ради, що керують поселеннями з населенням понад 2 тис. осіб і 53 районні ради, що керують меншими поселеннями, але більшими територіями. Крім власне території Ізраїлю, 242 ізраїльських поселення розташовані на території Західного берега, 42 на Голанських висотах і 29 у Східному Єрусалимі.

### Урбанізація
Ізраїль надзвичайно урбанізована країна. Рівень урбанізованості становить 92,1 % населення країни (станом на 2015 рік), темпи зростання частки міського населення — 1,37 % (оцінка тренду за 2010—2015 роки). Частка міст з населенням понад 100 тис. збільшилася з 10 в 1983 році до 14 в 2006 році.
Головні міста держави: Тель-Авів — Яффо — 3,608 млн осіб, Хайфа — 1,097 млн осіб, Єрусалим — (проголошена столиця) 839,0 тис. осіб (дані за 2015 рік). Для статистичних цілей у країні виділяють 3 міські агломерації: Гуш-Дан (Тель-Авів), Хайфа і Беер-Шева — 531 тис. осіб. В якості агломерацій часто також виділяють Єрусалим і Назарет.
1948 року Тель-Авів було єдиним містом Ізраїлю з населенням понад 100 тис. осіб (248,5 тис. мешканців). За даними на 2011 рік, 91,4 % жителів Ізраїлю проживають у населених пунктах чисельністю понад 2 тис. осіб. 41 % (3,378 млн осіб) ізраїльтян живуть у містах з населенням понад 100 тис. осіб, 24,6 % — у 5 найбільших містах. 6 міст у Ізраїлі мають населення понад 200 тис. осіб: Єрусалим, Тель-Авів, Хайфа, Рішон ле-Ціон, Ашдод та Петах-Тіква. Загальна чисельність населення цих шести міст — 2 134 600 осіб (станом на 2011 рік).

Найбільші поселення Ізраїлю
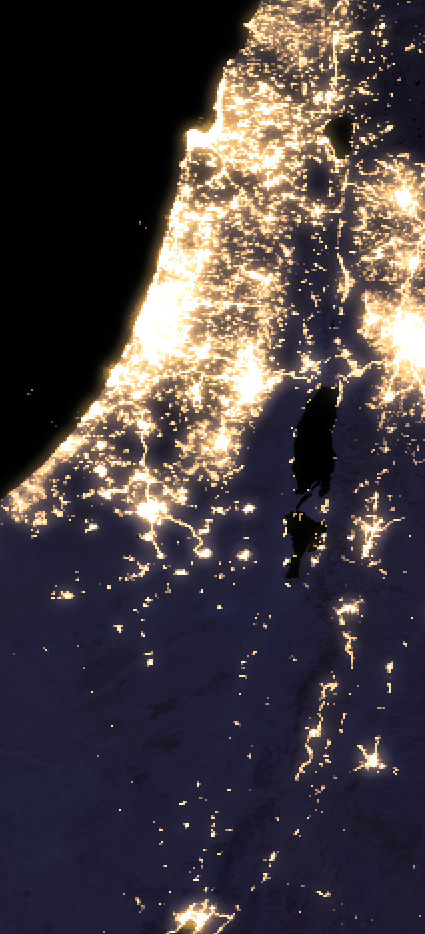
Ізраїль вночі з космосу
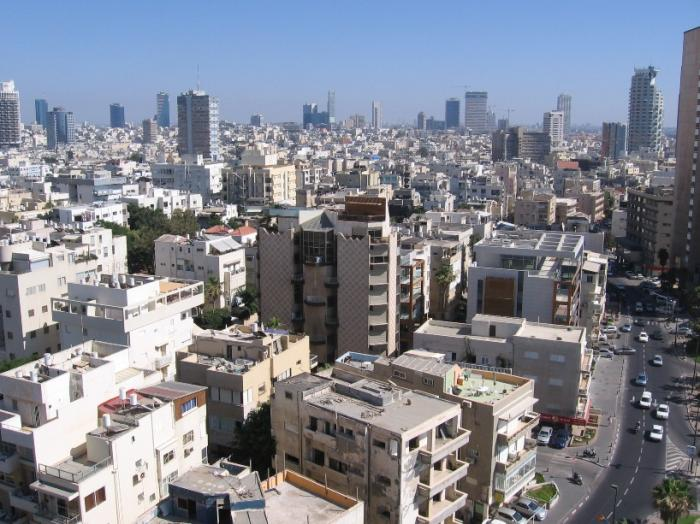
Тель-Авів
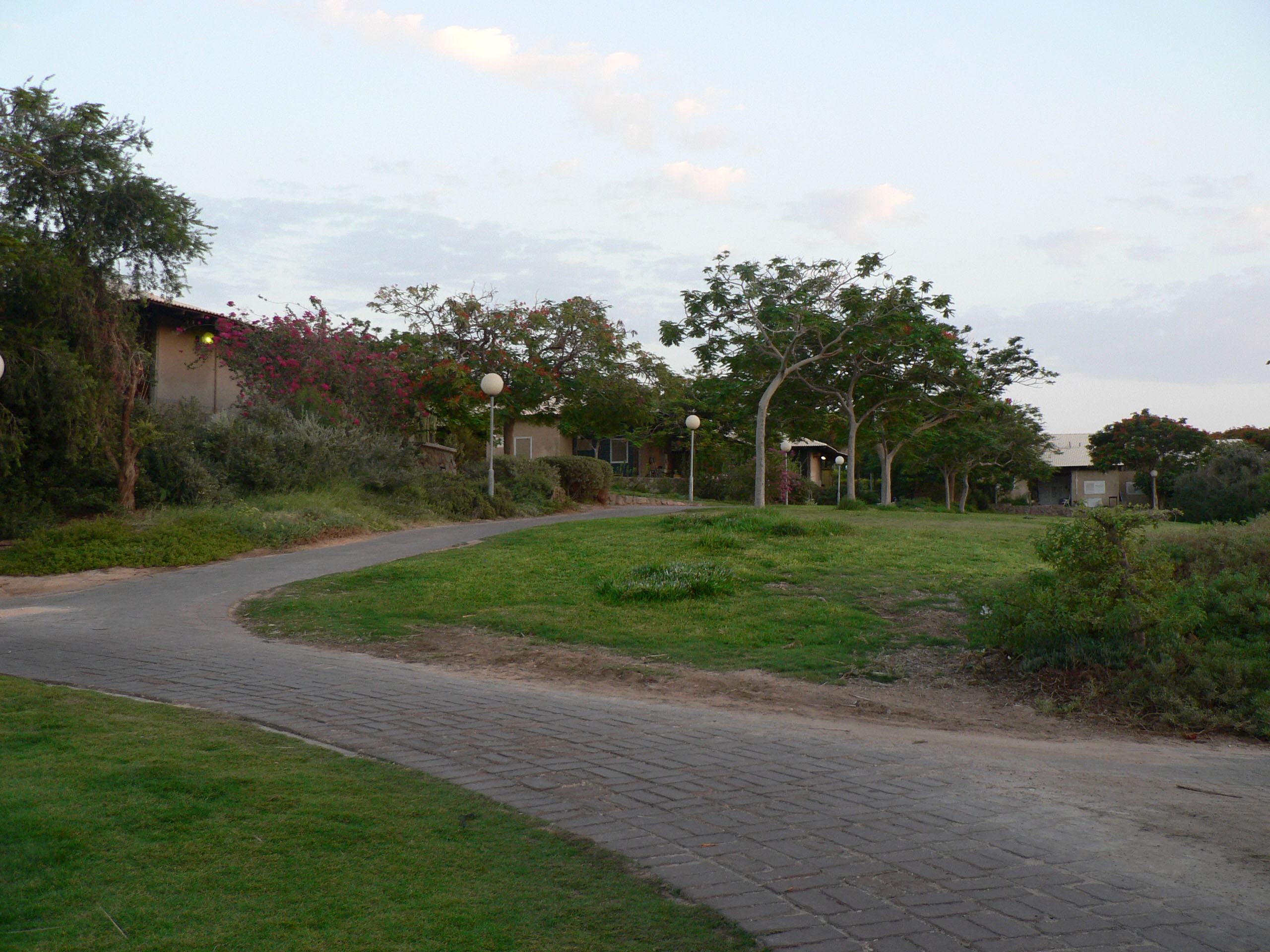
Кібуц Йотвата

У сільській місцевості в Ізраїлі живуть 671 тис. осіб (станом на 2011 рік) — 8,6 % всього населення. Багато типів сільських поселень країни унікальні для цієї країни, зокрема це мошав і кібуц. Станом на 2002 рік у країні нараховувалося 976 сільських поселень із загальним населенням 556 тис., з них 199 тис. населяли 409 мошавів, а 115 тис. — 268 кібуців. Цікаво, що 1948 року кібуцники становили 6 % населення новонародженого держави.Спочатку обидва типи поселень були колективними та кооперативними поселеннями відповідно, але з часом у міру росту добробуту ступень кооперації між мешканцями знизився, а в деяких з них кооперація зникла зовсім. Останні поселення відомі як мошавот, їх мешканці є одноосібними власниками землі. Решта поселень населені арабами, переважно осілими бедуїнами, а близько 40 % бедуїнів все ще кочують зі стадами овець та кіз.
Близько 325,5 тис. громадян Ізраїлю проживають в поселеннях в Юдеї і Самарії, Маале-Адумім в Юдеї, Аріель у Самарії.

### Міграції
Річний рівень імміграції 2015 року становив 2,24 ‰ (46-те місце у світі). Цей показник не враховує різниці між законними і незаконними мігрантами, між біженцями, трудовими мігрантами та іншими. Згідно зі статистикою 2010 року, робочі іммігранти прибували з таких країн: Таїланд — 24 % , Філіппіни — 18 % , колишній СРСР — 18 % , Індія — 10 % , Китай — 5 %, Непал — 5 %. На листопад 2011 року в Ізраїлі за приблизними оцінками проживали 250 тис. іммігрантів, які діляться на такі групи:
- 88,86 тис. робітників-іммігрантів, які прибули на законних підставах;
- 95 тис. осіб прибули в Ізраїль по візі й не покинули країну після її закінчення;
- 45 тис. нелегальних мігрантів з Еритреї, Судану та інших країн;
- 30 тис. палестинців з робочими візами.

Кількість репатріантів, які прибули до Ізраїлю 2014 року, становила 23,0 тис. осіб. З 2002 року, після падіння хвилі репатріантів з колишнього СРСР, рівень репатріації нагадує рівень 1980-х років — від 9 до 20 тис. в рік. З усіх репатріантів в 2011 році, 43 % прибули з колишнього СРСР — в основному з РФ (3678 людини) і України (2051 людини), 16 % прибули з Ефіопії і 14 % із США, найбільша кількість з яких оселилася в Єрусалимі. Медіанний вік репатріанта 2011 року — 29 років.

#### Біженці й вимушені переселенці
Станом на 2015 рік, в країні постійно перебуває 31,7 тис. біженців з Еритреї, 6,33 тис. з Судану.
У країні мешкає 15 осіб без громадянства.
Ізраїль є членом Міжнародної організації з міграції (IOM).

## Расово-етнічний склад
| Етнічний склад (2013 рік) | Етнічний склад (2013 рік) | Етнічний склад (2013 рік) | Етнічний склад (2013 рік) | Етнічний склад (2013 рік) |
| ------------------------- | ------------------------- | ------------------------- | ------------------------- | ------------------------- |
| Етнос:                    |                           |                           | Відсоток:                 |                           |
| євреї                     | євреї                     |                           | 75%                       | 75%                       |
| араби, друзи, інші        | араби, друзи, інші        |                           | 25%                       | 25%                       |

Головні етноси країни: євреї — 75 % населення (з яких уродженцями власне Ізраїлю є 74,4 % населення, вихідцями з Європи, Америк і тихоокеанського регіону — 17,4 %, вихідці з Африки — 5,1 %, вихідці з Азії — 3,1 %), не євреї (переважно араби і друзи) — 25 % населення (оціночні дані за 2013 рік).
Розподіл арабського і єврейського населення по округах
| Округ          | євреї  | араби  |
| -------------- | ------ | ------ |
| Центральний    | 28,2 % | 9,7 %  |
| Тель-Авівський | 20,5 % | 1,1 %  |
| Хайфський      | 10,9 % | 14,5 % |
| Єрусалимський  | 11 %   | 18,8 % |
| Північний      | 9,7 %  | 43,1 % |
| Південний      | 14,3 % | 12,8 % |
| Юдея і Самарія | 5,4 %  |        |

### Євреї
Єврейське населення країни не є єдиним в культурному відношенні внаслідок того, що більше чверті євреїв є репатріантами в першому поколінні. В Ізраїлі прийнято розділяти населення на уродженців країни (цабарим, сабри) і репатріантів (олім), а також виділяти серед уродженців країни вихідців з різних громад. Найбільш значними є громади вихідців з СРСР, Марокко, Румунії та Польщі. У 2009 році вперше за 2000 років чисельність єврейського населення Ізраїлю перевищила чисельність євреїв в діаспорі. На 2011 рік, серед євреїв, які проживають в Ізраїлі, 4,254 млн (72,7 %) народилися в Ізраїлі (цабарим, сабри) і 1,6 млн (27,3 %) — репатріанти (олім).

### Араби
Ізраїльські араби, чисельність яких становить 1 636 тис. (20,6 %) осіб, так само розділені на кілька етноконфесійних груп. До них належать: мусульмани (1,354 млн осіб, близько 82 %), в більшості — суніти; бедуїни (270 тис.), з яких 200 тис. проживають в Негеві і 70 тис. на півночі; араби-християни (125 тис.), які проживають на півночі країни, а також у містах Хайфа, Єрусалим і Яффа.

### Інші
Чисельність друзів 2011 року становила близько 130 тис. осіб. Основні поселення лежать у Галілеї, на горі Кармель і на Голанських висотах (близько 20 тис.). У Старому місті Єрусалиму є вірменський історичний квартал. Вірмени також проживають у місті Яффі в сусідстві з арабами-християнами і арабами-мусульманами.

## Мови
| Мови Ізраїлю (2015 рік) | Мови Ізраїлю (2015 рік) | Мови Ізраїлю (2015 рік) | Мови Ізраїлю (2015 рік) | Мови Ізраїлю (2015 рік) |
| ----------------------- | ----------------------- | ----------------------- | ----------------------- | ----------------------- |
| Мова:                   |                         |                         | Відсоток:               |                         |
| іврит                   | іврит                   |                         | %                       | %                       |
| арабська                | арабська                |                         | %                       | %                       |
| англійська              | англійська              |                         | %                       | %                       |

Офіційна мова: іврит. Інші поширені мови: арабська — серед арабської етнічної меншини, англійська — найбільш вживана іноземна мова.

## Релігії
| Релігії в Ізраїлі (2015 рік) | Релігії в Ізраїлі (2015 рік) | Релігії в Ізраїлі (2015 рік) | Релігії в Ізраїлі (2015 рік) | Релігії в Ізраїлі (2015 рік) |
| ---------------------------- | ---------------------------- | ---------------------------- | ---------------------------- | ---------------------------- |
| Віросповідання:              |                              |                              | Відсоток:                    |                              |
| юдаїзм                       | юдаїзм                       |                              | 75%                          | 75%                          |
| мусульмани                   | мусульмани                   |                              | 17.5%                        | 17.5%                        |
| християни                    | християни                    |                              | 2%                           | 2%                           |
| друзи                        | друзи                        |                              | 1.6%                         | 1.6%                         |
| інші                         | інші                         |                              | 3.9%                         | 3.9%                         |

Головні релігії й вірування, які сповідує, і конфесії та церковні організації, до яких відносить себе населення країни: юдаїзм — 75 %, іслам — 17,5 %, християнство — 2 %, друзи — 1,6 %, інші — 3,9 % (станом на 2013 рік).

## Освіта
Рівень письменності 2015 року становив 97,8 % дорослого населення (віком від 15 років): 98,7 % — серед чоловіків, 96,8 % — серед жінок.
Державні витрати на освіту становлять 5,9 % ВВП країни, станом на 2013 рік (57-ме місце у світі). Середня тривалість освіти становить 16 років, для хлопців — до 16 років, для дівчат — до 16 років (станом на 2014 рік).

## Охорона здоров'я
Забезпеченість лікарями у країні на рівні 3,34 лікаря на 1000 мешканців (станом на 2012 рік). Забезпеченість лікарняними ліжками в стаціонарах — 3,3 ліжка на 1000 мешканців (станом на 2012 рік). Загальні витрати на охорону здоров'я 2014 року становили 7,8 % ВВП країни (68-ме місце у світі).
Смертність немовлят до 1 року, станом на 2015 рік, становила 3,55 ‰ (204-те місце у світі); хлопчиків — 3,51 ‰, дівчаток — 3,58 ‰. Рівень материнської смертності 2015 року становив 5 випадків на 100 тис. народжень (168-ме місце у світі).
Ізраїль входить до складу ряду міжнародних організацій: Міжнародного руху (ICRM) і Міжнародної федерації товариств Червоного Хреста і Червоного Півмісяця (IFRCS), Дитячого фонду ООН (UNISEF), Всесвітньої організації охорони здоров'я (WHO).

### Захворювання
Кількість хворих на СНІД невідома, дані про відсоток інфікованого населення в репродуктивному віці 15—49 років відсутні. Дані про кількість смертей від цієї хвороби за 2014 рік відсутні.
Частка дорослого населення з високим індексом маси тіла 2014 року становила 25,8 % (49-те місце у світі).

### Санітарія
Доступ до облаштованих джерел питної води 2015 року мало 100 % населення в містах і 100 % в сільській місцевості; загалом 100 % населення країни. Відсоток забезпеченості населення доступом до облаштованого водовідведення (каналізація, септик): в містах — 100 %, в сільській місцевості — 100 %, загалом по країні — 100 % (станом на 2015 рік). Споживання прісної води, станом на 2009 рік, дорівнює 1,95 км³ на рік, або 282,4 тонни на одного мешканця на рік: з яких 39 % припадає на побутові, 6 % — на промислові, 55 % — на сільськогосподарські потреби.

## Соціально-економічне становище
Співвідношення осіб, що в економічному плані залежать від інших, до осіб працездатного віку (15—64 роки) загалом становить 64,1 % (станом на 2015 рік): частка дітей — 45,7 %; частка осіб похилого віку — 18,4 %, або 5,4 потенційно працездатних на 1 пенсіонера. Загалом ці показники характеризують рівень потреби державної допомоги в секторах освіти, охорони здоров'я і пенсійного забезпечення, відповідно. За межею бідності (7,30 долари США на особу на добу) 2014 року перебувало 22 % населення країни. Розподіл доходів домогосподарств у країні має такий вигляд: нижній дециль — 1,7 %, верхній дециль — 31,3 % (станом на 2010 рік).
Станом на 2016 рік, уся країна була електрифікована, усе населення країни мало доступ до електромереж. Рівень проникнення інтернет-технологій надзвичайно високий. Станом на липень 2015 року в країні налічувалось 6,35 млн унікальних інтернет-користувачів (58-ме місце у світі), що становило 78,9 % загальної кількості населення країни.

### Трудові ресурси
Загальні трудові ресурси 2015 року становили 3,86 млн осіб (94-те місце у світі). Зайнятість економічно активного населення у господарстві країни розподіляється таким чином: аграрне, лісове і рибне господарства — 1,1 %; промисловість і будівництво — 17,3 %; сфера послуг — 81,6 % (станом на 2015 рік). Безробіття 2015 року дорівнювало 5,6 % працездатного населення, 2014 року — 5,9 % (62-ге місце у світі); серед молоді у віці 15—24 років ця частка становила 10,6 %, серед юнаків — 10,1 %, серед дівчат — 11,1 % (90-те місце у світі).

## Кримінал

### Наркотики

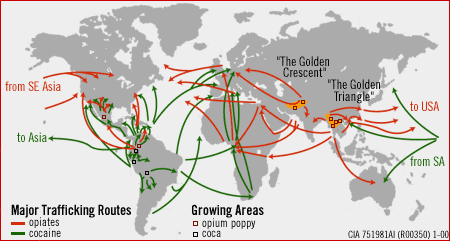
Світові маршрути наркотрафіку

У країні відбувається зростання споживання екстазі, кокаїну, героїну (Ліван, Йорданія); центр з відмивання грошей.

### Торгівля людьми
Згідно зі щорічною доповіддю про торгівлю людьми (англ. Trafficking in Persons Report) Управління з моніторингу та боротьби з торгівлею людьми Державного департаменту США, уряд Ізраїлю докладає усіх можливих зусиль у боротьбі з явищем примусової праці, сексуальної експлуатації, незаконною торгівлею внутрішніми органами, законодавство відповідає усім вимогам американського закону 2000 року щодо захисту жертв (англ. Trafficking Victims Protection Act’s), держава перебуває у списку першого рівня.

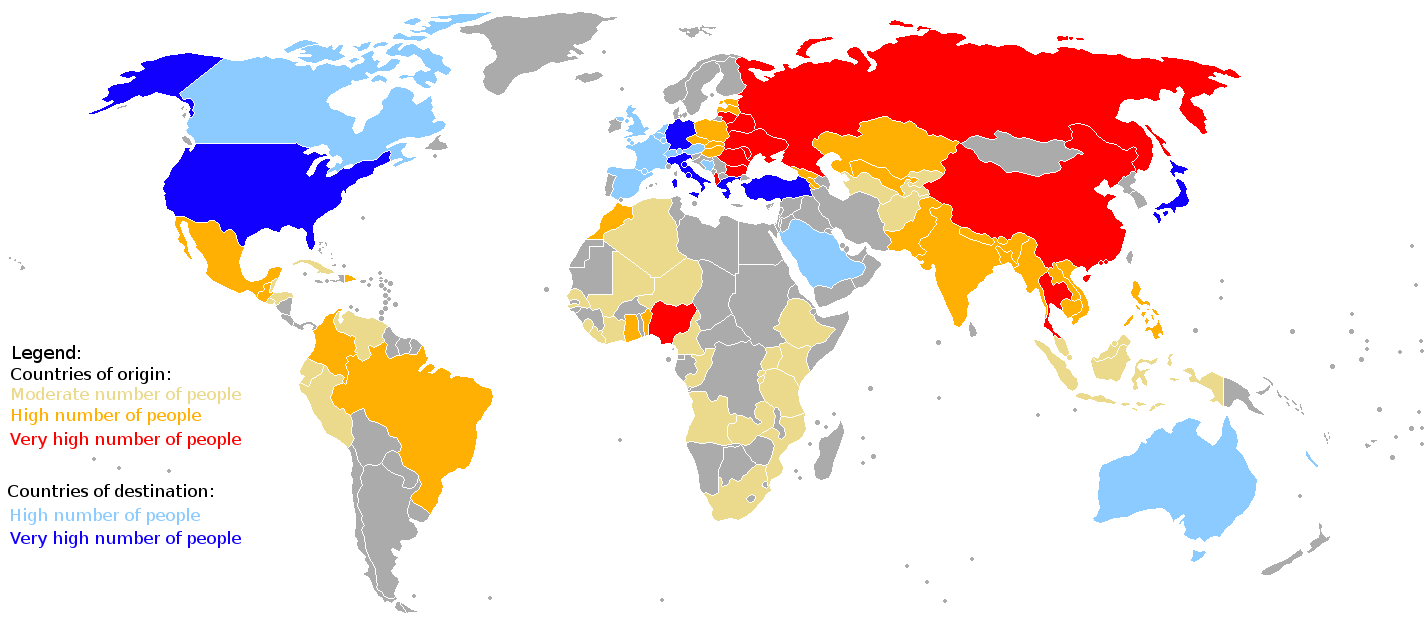
Країни-донори (червоний) і країни-реципієнти кримінальних потоків (англ.)
Глобальна боротьба з торгівлею людьми (англ.)

## Гендерний стан
Статеве співвідношення (оцінка 2015 року):
- при народженні — 1,05 особи чоловічої статі на 1 особу жіночої;
- у віці до 14 років — 1,05 особи чоловічої статі на 1 особу жіночої;
- у віці 15—24 років — 1,05 особи чоловічої статі на 1 особу жіночої;
- у віці 25—54 років — 1,05 особи чоловічої статі на 1 особу жіночої;
- у віці 55—64 років — 0,95 особи чоловічої статі на 1 особу жіночої;
- у віці за 64 роки — 0,81 особи чоловічої статі на 1 особу жіночої;
- загалом — 1,01 особи чоловічої статі на 1 особу жіночої[1].

## Демографічні дослідження
Демографічні показники у країні реєструються з моменту створення держави Ізраїль 1948 року Центральним статистичним управлінням Ізраїлю.

### Переписи
Згідно зі статистичними даними першого перепису населення, проведеного в Ізраїлі 1948 року, загальна чисельність населення країни на той час становила 872,7 тис. осіб, з яких 716,7 тис. євреїв (82,12 % населення), 156 тис. арабів (17,88 %).

### Українською
- Атлас. 10—11 клас. Економічна і соціальна географія світу / упорядники : О. Я. Скуратович, Н. І. Чанцева. — К. : ДНВП «Картографія», 2010. — ISBN 978-966-475-639-3.
- Атлас світу / голов. ред. І. С. Руденко ; зав. ред. В. В. Радченко ; відп. ред. О. В. Вакуленко. — К. : ДНВП «Картографія», 2005. — 336 с. — ISBN 9666315467.
- Безуглий В. В. Економічна і соціальна географія зарубіжних країн : Навчальний посібник. — К. : ВЦ «Академія», 2007. — 704 с. — ISBN 978-966-580-239-6.
- Безуглий В. В., Козинець С. В. Регіональна економічна і соціальна географія світу : Навчальний посібник. — видання 2-ге, доп., перероб. — К. : ВЦ «Академія», 2007. — 688 с. — ISBN 966-580-144-9.
- Головченко В. І., Кравчук О. Країнознавство: Азія, Африка, Латинська Америка, Австралія і Океанія. — К., 2006. — 335 с. — ISBN 966-8939-04-2.
- Гудзеляк І. І. Географія населення: Навчальний посібник / І. Гудзеляк. — Л. : Видавничий центр ЛНУ імені Івана Франка, 2008. — 232 с. — ISBN 978-966-613-599-8.
- Дахно І. І. Країни світу: Енциклопедичний довідник / І. І. Дахно, С. М. Тимофієв. — К. : Мапа, 2011. — 606 с. — (Бібліотека нового українця) — ISBN 978-966-8804-23-6.
- Дахно І. І. Економічна географія зарубіжних країн : навчальний посібник. — К. : Центр учбової літератури, 2014. — 319 с. — ISBN 978-611-01-0682-5.
- Джаман В. О. Регіональні системи розселення: демографічні аспекти. — Чернівці : Рута, 2003. — 392 с. — ISBN 9665685988.
- Дорошенко Л. С. Демографія: Навчальний посібник. — К. : МАУП, 2005. — 112 с. — ISBN 966-608-442-2.
- Дубович І. А. Країнознавчий словник-довідник. — 5-те вид., перероб. і доп. — К. : Знання, 2008. — 839 с. — ISBN 978-966-346-330-8.
- Економічна і соціальна географія країн світу. Навчальний посібник / За ред. Кузика С. П. — Л. : Світ, 2002. — 672 с. — ISBN 966-603-178-7.
- Загальна медична географія світу / В. О. Шевченко [та ін.] — К. : [б.в.], 1998. — 178 с.
- Ігнатьєв П. М. Країнознавство: Країни Азії. — Ч. : Книги-XXI, 2004. — 383 с. — ISBN 966-8029-53-4.
- Книш М. М., Мамчур О. І. Регіональна економічна і соціальна географія світу (Латинська Америка та Карибські країни, Африка, Азія, Океанія) : навч. посіб. — Л. : ЛНУ ім. Івана Франка, 2013. — 368 с. — ISBN 978-617-10-0007-0.
- Крисаченко В. С. Динаміка населення: Популяційні, етнічні та глобальні виміри. — К. : Видавництво Національного інституту стратегічних досліджень, 2005. — 368 с. — ISBN 966-554-083-1.
- Любіцева О. О., Мезенцев К. В., Павлов С. В. Географія релігій. — К. : АртЕК, 1999. — 504 с. — ISBN 966-505-006-0.
- Масляк П. О. Країнознавство. — К. : Знання, 2007. — 292 с. — (Вища освіта XXI століття)
- Масляк П. О., Дахно І. І. Економічна і соціальна географія світу / П. О. Масляк, І. І. Дахно ; за ред. П. О. Масляка. — К. : Вежа, 2003. — 280 с. — ISBN 966-7091-53-8.

### Англійською
- (англ.) Herzog, Hanna (1999). Gendering Politics: Women in Israel. University of Michigan Press. с. 22.
- (англ.) Mahler, Gregory S. (2004). Politics and Government in Israel: The Maturation of a Modern State. Rowman & Littlefield. с. 229.
- (англ.) Troen, Selwyn Ilan; Noah Lucas. Israel: The First Decade of Independence. SUNY Press. с. 496.

### Російською
- (рос.) Израиль // Демографический энциклопедический словарь / главн. ред. Валентей Д. И. — М. : Советская энциклопедия, 1985. — 608 с.
- (рос.) Израиль // Страны и народы. Зарубежная Азия. Общий обзор. Юго-Западная Азия / Редкол. : Н. И. Прошин (отв. ред.), И. А. Дементьев и др. — М. : «Мысль», 1979. — 381 с. — (Страны и народы) — 180 тис. прим.
- (рос.) Атлас народов мира / Отв. ред. С. И. Брук и В. С. Апенченко. — М. : ГУГК ГГК СССР и Институт этнографии им. Н. Н. Миклухо-Маклая АН СССР, 1964. — 185 с. — 20 тис. прим.
- (рос.) Численность и расселение народов мира. Этнографические очерки / под ред. С. И. Брука. — М. : Издательство АН СССР, 1962. — 487 с.
- (рос.) Лаппо Г. М. География городов: Учебное пособие для географических факультетов вузов. — М. : Туманит, изд. центр ВЛАДОС, 1997. — 476 с. — ISBN 5-691-00047-0.
- (рос.) Ягельский А. География населения. — М. : Прогресс, 1980. — 383 с.